# Taedia salicis
Taedia salicis är en insektsart som först beskrevs av Knight 1926.  Taedia salicis ingår i släktet Taedia och familjen ängsskinnbaggar. Inga underarter finns listade i Catalogue of Life.